# Afrolidia vermiculata
Afrolidia vermiculata är en insektsart som beskrevs av Nielson 1992. Afrolidia vermiculata ingår i släktet Afrolidia och familjen dvärgstritar. Inga underarter finns listade i Catalogue of Life.